# کلمنت یازدهم
پاپ کلمنت یازدهم (به انگلیسی: Clement XI)(تولد۲۳ ژوئیه ۱۶۴۹- درگذشت ۱۹ مارس ۱۷۲۱) یکی از پاپ‌های کلیسای کاتولیک رم بود که در ایتالیا به دنیا آمد و از ۱۷۰۰ تا ۱۷۲۱ میلادی پاپ بود.